# پردیس سینمایی معین مال
پردیس سینمایی معین مال یک پردیس سینمایی در تهران، ایران است.
این پردیس سینمایی که در سمت جنوبی خیابان آزادی، ابتدای خیابان استاد معین قرار دارد، در دی ۱۴۰۰ با ۳ سالن سینما و ظرفیت ۲۸۳ صندلی افتتاح شده‌است.